# Luis da Cruz
Luis da Cruz (Ludovicus Cruseus, Ludovicus Cruceus) (Lisboa, 1543 — Coimbra, 16 de Julho de 1604), foi insigne poeta, dramaturgo, jesuíta e humanista português.  Foi também Professor de Retórica da Universidade de Coimbra.

## Biografia
Natural de Lisboa, era filho de Leonardo da Cruz e Leonor Lopes.  Entrou para a Companhia de Jesus em 1 de Janeiro de 1558, falava muito bem o latim e o grego.  Durante 12 anos deu aulas de retórica e escritura sagrada.  No púlpito cumpriu as funções de afamado orador.  Traduziu elegantemente diversos versos latinos.  A tradução poética do seu Psaltério de Davi ganhou celebridade.  Faleceu piamente no Colégio de Coimbra em 16 de Julho de 1604.

## Obras
- Davidis Psalmi (Ingolstadt, 1597; Nápoles, 1601; Mediolanum, 1604-1612)
- Tragicae, Comicæque Ætiones à regio Artium Collegio S. J. datæ Conimbricæ in publicum Theatrum. (Lugudunum, Horatium Cardon, 1605).  Esta obra consta de quatro tragédias dentre as quais aquela intitulada Sedecias, ou destruição de Jerusalém por Nabucodonosor foi representada a El-rei Dom Sebastião quando acompanhado do Cardeal D. Henrique e o Senhor Dom Duarte o visitaram em 1570, na Universidade de Coimbra, como foi registrado no Catálogo dos Bispos do Porto, p 343.  A apresentação tomou a atenção dos espectadores em dois dias de exibição.
- Manasses Regno Restitutus (comédia trágica)